# 布里奇波特 (加利福尼亞州馬里波薩縣)
布里奇波特（英語：Bridgeport）是位於美國加利福尼亞州馬里波薩縣的一個非建制地區。該地的面積和人口皆未知。

## 地理
布里奇波特的座標為37°26′00″N 120°00′16″W / 37.43333°N 120.00444°W，而該地的平均海拔高度為457米（即1499英尺）。